# Kolombský plán
Kolombský plán (dnešní název: Plán pro společný ekonomický a sociální rozvoj v Asii a Tichém oceánu) byl přijatý v lednu 1950 na schůzce ministrů zahraničí Commonwealthu v cejlonském Kolombu.
 Jedná se o regionální organizaci vzájemné hospodářské pomoci na mezivládní úrovni, která spočívá v pomoci ekonomicky vyspělejších členů Commonwealthu ve prospěch chudších států společenství v jihovýchodoasijském regionu.

## Vznik plánu
Austrálie na kolombském zasedání (leden 1950) podala návrh, aby ekonomicky rozvinutější členové společenství podpořily chudší státy v regionu jihovýchodní Asie. Schválený návrh nabyl platnosti v červenci 1951. Později k tomuto plánu přistoupily mimo jiné i USA a Japonsko. Řada států, která se následně stala jeho členy, nebyla součástí Commonwealthu, a proto došlo v roce 1977 k jeho přejmenování na Plán pro společný ekonomický a sociální rozvoj v Asii a Tichém oceánu.

## Základní orgány
- Poradní výbor
- Rada
- Sekretariát

## Současní členové (25)
V současnosti má organizace 25 členů.
| Členové           | Rok přistoupení |
| ----------------- | --------------- |
| Afghánistán       | 1963            |
| Austrálie         | 1950            |
| Bangladéš         | 1972            |
| Bhútán            | 1962            |
| Fidži             | 1972            |
| Indie             | 1950            |
| Indonésie         | 1953            |
| Írán              | 1966            |
| Japonsko          | 1954            |
| Jižní Korea       | 1962            |
| Laos              | 1951            |
| Malajsie          | 1957            |
| Maledivy          | 1963            |
| Mongolsko         | 2004            |
| Myanmar           | 1952            |
| Nepál             | 1952            |
| Nový Zéland       | 1950            |
| Pákistán          | 1950            |
| Papua Nová Guinea | 1973            |
| Filipíny          | 1954            |
| Singapur          | 1966            |
| Srí Lanka         | 1950            |
| Thajsko           | 1954            |
| USA               | 1951            |
| Vietnam           | 2004            |

## Bývalí členové (4)
| Členové        | Rok přistoupení | Rok vystoupení |
| -------------- | --------------- | -------------- |
| Kanada         | 1950            | 1992           |
| Velká Británie | 1950            | 1991           |
| Kambodža       | 1951            | 2004           |
| Jižní Vietnam  | 1951            | 1978           |